# Daouda Mouchangou
 (mars 2025).
Motif : une seule source nationale centrée sur le sujet
- Archive Wikiwix
- Bing
- Cairn
- DuckDuckGo
- E. Universalis
- Gallica
- Google
- G. Books
- G. News
- G. Scholar
- Persée
- Qwant
- (zh) Baidu
- (ru) Yandex
- (wd) trouver des œuvres sur Wikidata

| 1. | Préciser le motif de la pose du bandeau. | Précisez le motif de la pose du bandeau en utilisant la syntaxe suivante : {{admissibilité à vérifier\|date=août 2025\|motif=remplacez ce texte par le motif}}                         |
| 2. | Informer les utilisateurs concernés.     | Pensez à avertir le créateur de l'article, par exemple, en insérant le code ci-dessous sur sa page de discussion : {{subst:avertissement admissibilité à vérifier\|Daouda Mouchangou}} |

Daouda Mouchangou est un acteur, réalisateur et producteur camerounais, né à Foumban. Il est une figure emblématique du cinéma camerounais, particulièrement reconnu pour ses contributions à la télévision locale et son engagement dans les organisations professionnelles du secteur audiovisuel.

## Biographie
Daouda Mouchangou est originaire du département du Noun dans la région de l'Ouest. Il se décrit comme un notable 'Nji' de la famille Njiassé, une des plus grandes familles du royaume Bamoun, et oncle du roi.

## Formation
Il a fait ses études secondaires au Sénégal avant de partir pour la France en 1968 pour poursuivre ses études universitaires en animation socioculturelle avec option théâtre à l'Université Paris VIII. Parallèlement, il fréquentait le Conservatoire libre du cinéma français.

## Carrière

### Débuts en France
En France, Daouda Mouchangou a travaillé sur plusieurs films français comme assistant réalisateur. Il est crédité dans plus de 30 films français. Son premier contrat important fut celui d'assistant sur un plateau dirigé par Claude Chabrol.

### Retour au Cameroun

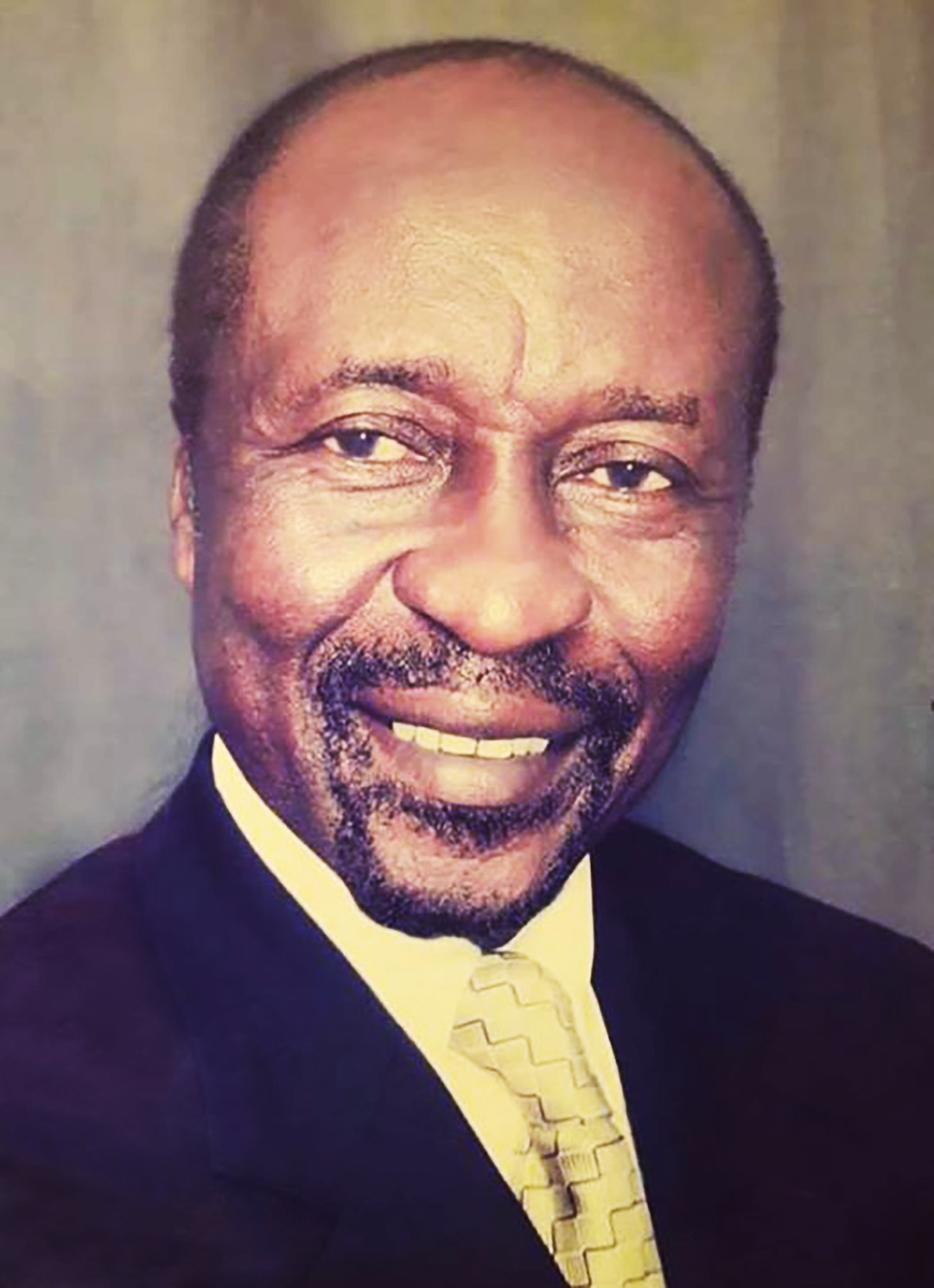
Daouda Mouchangou

Après son retour au Cameroun en 1978, il signe son premier contrat à l'IPAR (Institut panafricain pour le développement) où il devient responsable du secteur audiovisuel. Plus tard, il rejoint l'Unité de télévision puis la Cameroon Television (CTV), qui deviendra par la suite Cameroon Radio Television (CRTV), chaîne de télévision nationale. C'est au sein de la CRTV qu'il fera l'essentiel de sa carrière technique comme réalisateur couvrant les événements majeurs comme le défilé de la fête nationale Camerounaise, les finales du championnat national de football en plus des émissions et des téléfilms qui feront sa notoriété. Il produit aussi des émissions culturelles comme Cherchez le mot. Son parcours y sera aussi administratif, d'abord comme chef de service à la production, puis comme directeur des programmes et finalement inspecteur général.

### Réalisations notables
Ses réalisations notables incluent La Succession de Wabo Defo (1987), Le procès de Madame (1987), L'Etoile de Noudi (1989), Le Retraité (1990) et surtout Japhet et Ginette (1991). Ces œuvres ont été largement diffusées sur les chaînes nationales camerounaises et sont considérées comme des classiques de la télévision camerounaise.

### Présidence SCAAP
Il a également occupé pendant une décennie le poste de président de la Société civile des arts audiovisuels et photographiques (SCAAP), où il a œuvré pour la défense des droits des auteurs et des artistes du secteur audiovisuel au Cameroun.

## Filmographie
- La succession de Wabo Defo (1987)
- Le procès de Madame (1987)
- L'Etoile de Noudi (1989)
- Le Retraité (1990)
- Japhet et Ginette (1991)